# Tadeusz Boy-Żeleński
Tadeusz Kamil Marcjan Żeleński (más conocido por su seudónimo, Tadeusz Boy-Żeleński; 21 de diciembre de 1874–4 de julio de 1941) fue un ginecólogo, escritor, poeta, crítico y traductor polaco, principalmente reconocido por sus traducciones de más de cien clásicos literarios franceses al polaco.
Boy, una figura notable dentro del movimiento Polonia Joven, fue el enfant terrible de la escena literaria polaca durante la primera mitad del siglo XX. 

## Primeros años

Escudo de armas familiar.

Tadeusz Kamil Marcjan Żeleński nació el 21 de diciembre de 1874, en Varsovia, hijo de Wanda Grabowska y de Władysław Żeleński, un prominente compositor y músico. El notable poeta polaco Kazimierz Przerwa-Tetmajer era primo de Tadeusz. 
Dado que Varsovia se encontraba en aquella época bajo del dominio ruso, y la educación en polaco estaba prohibida, en 1892 Żeleński se mudó a Cracovia, en la Galitzia (que se encontraba bajo el dominio austríaco) donde ingresó en la Facultad de Medicina de la Universidad Jagellónica de Cracovia.
En 1900 finalizó sus estudios, y comenzó con su práctica médica como pediatra. En 1906 abrió un consultorio como ginecólogo, lo cual le dio libertad económica. Ese mismo año, manejó en conjunto el cabaret literario Zielony Balonik ("Globo Verde"), que reunió a notables personalidades de la cultura polaca, incluyendo a su hermano Edward y a Jan August Kisielewski, Stanisław Kuczborski, Witold Noskowski, Stanisław Sierosławski, Rudolf Starzewski, Edward Leszczyński, Teofil Trzcińki, Karol Frycz, Ludwik Puget, Kazimierz Sichulski, Jan Skotnicki, Feliks Jasieński y Zenon Pruszyński.
En los esbozos, poemas, canciones satíricas y relatos cortos que escribió para el Zielony Balonik, Boy-Żeleński criticó y se burló no sólo de las autoridades conservadoras y de la moralidad de dos caras de los ciudadanos, sino también del estilo grandilocuente de Młoda Polska y de los bohemios de la ciudad. Esto le dio la reputación de enfant terrible de la literatura polaca.

## Primera Guerra Mundial
Luego del estallido de la Primera Guerra Mundial, Żeleński fue conscripto en el Ejército Austrohúngaro y sirvió como médico de las tropas terrestres. 
Después de la guerra regresó a Polonia y, en 1922, se mudó a Varsovia. No volvió a ejercer como médico, sino que se dedicó enteramente a escribir. Trabajó como escritor en varios periódicos y revistas, y pronto se convirtió en una de las autoridades de la intelligentsia liberal y democrática de Polonia. Criticó la doble moralidad de la Iglesia, promovió la secularización de la vida pública y la cultura, y fue uno de los activistas más fuertes por la igualdad de género. Fue una de las primeras figuras públicas de Polonia que apoyó el aborto. Además, Boy-Żeleński, mediante sus ensayos, luchó contra la tradición romántica polaca, a la que consideraba irracional y que distorsionaba la idea de su pasado que tenía la sociedad de su nación. 
Además, Boy tradujo más de cien clásicos de la literatura francesa, que desde entonces han sido consideradas como algunas de las mejores traducciones de literatura extranjera al idioma polaco. En 1933, el escritor fue admitido en la prestigiosa Academia Polaca de Literatura.

## Segunda Guerra Mundial
Después del estallido de la Segunda Guerra Mundial, Boy-Żeleński se mudó a la ciudad de Lwów, ocupada por los soviéticos, donde vivió con el cuñado de su esposa. En Lviv, Boy ingresó en la universidad como jefe del departamento de literatura francesa. Criticado por varios de sus alumnos por su colaboración pública y frecuente con las fuerzas de la ocupación soviética, mantuvo contacto con varios profesores y artistas prominentes, quienes habían tenido que mudarse a la misma ciudad después de la invasión de Polonia en 1939. También colaboró en la creación del periódico comunista Czerwony Sztandar y se convirtió en uno de los miembros más destacados de la Sociedad de Escritores Polacos. 
Después de que la Alemania nazi rompió el Tratado de no agresión entre el Tercer Reich y la Unión de Repúblicas Socialistas Soviéticas y atacó la Unión Soviética y la ciudad polaca de Kresy, también ocupada por los soviéticos, Boy permaneció en Lwów (en la actualidad Lviv, Ucrania). La ciudad fue capturada en la noche del 4 de julio de 1941, y el escritor fue arrestado y llevado a las colinas Wulka, donde fue asesinado por ser "un espía soviético", junto a otros cuarenta y cinco profesores, artistas e intelectuales polacos, en lo que sería denominada la masacre de los profesores de Lviv.